# Diaspora ukrainienne au Mexique
 (octobre 2024).
La diaspora ukrainienne au Mexique (espagnol : Ucranianos en México ; ukrainien : Українці в Мексиці) englobe la minorité ethnique ukrainienne vivant au Mexique. En 2017, cette diaspora comprend, selon le recensement national, entre 400 et 1500 personnes, dont 230 sont inscrites au registre consulaire.
Il existe des départements de langue ukrainienne à l'université nationale autonome du Mexique et à Monterey, un ensemble de danse ukrainienne[réf. souhaitée] et un journal en ligne a existé.

## Personnalités de la diaspora
- Marcos Moshinsky (1921-2009), né à Kiev, physicien mexicain d'origine juive ukrainienne, dont les recherches en physique des particules ont reçu le prix Prince des Asturies pour la recherche technique et scientifique en 1988 ;
- Tosia Malamud (1923-2008), née à Vinnytsia, sculptrice mexicaine d'origine ukrainienne, l'une des premières femmes diplômées de l'École nationale des arts du Mexique ;
- Léon Trotski (1879-1940), né à Ianovka, révolutionnaire et théoricien marxiste, homme politique soviétique, fondateur et premier dirigeant de l'Armée rouge, assassiné au Mexique ;
- Ana Layevska (1982-...), née à Kiev, actrice et chanteuse mexicaine.